# Lingue di Papua occidentale
Le lingue Papuane occidentali consistono in un'ipotetica famiglia linguistica di circa due dozzine di lingue di Papua parlate sia nella penisola di Vogelkop (detta anche Bird's Head o penisola di Doberai), nella parte occidentale dell'isola, sia sull'isola di Halmahera. Le lingue Papuane occidentali sono parlate da circa 220.000 persone in tutto. Il più popoloso e più noto linguaggio Papuano occidentale è il ternate (50.000 persone madrelingua), che è una sorta di dialetto regionale e che, insieme con tidore, erano le lingue delle due isole Ternate e Tidore, le quali erano nel medioevo grandi rivali di Papua nel commercio delle spezie.
Il linguista tedesco Wilhelm Schmidt fu il primo a collegare le due lingue Bird's Head e Halmahera' nel 1900. Nel 1957 HKL Cowan indicò questa famiglia di lingue come facente parte del gruppo delle lingue non-austronesiane di Timor. Stephen Wurm credeva che, sebbene fossero presenti tracce delle lingue Papuane occidentali nella lingua di Timor, così come in quelli di Aru e Grande Andaman, ciò era dovuto ad un substrato e che queste lingue dovrebbero essere classificate rispettivamente come lingue trans-Nuova Guinea, austronesiane, e andamanesi.

## Classificazione
Nel 2005 Malcolm Ross ha presentato una proposta sperimentale secondo la quale le lingue di Papua occidentale formano uno dei tre rami principali delle lingue parlate a Papua, famiglia che comprende anche la lingua yawa, lingua insulare (o piccola famiglia), precedentemente inserita nella ipotetica famiglia delle lingue della baia di Geelvink, e una nuova proposta di una famiglia di lingue di East Bird's Head-sentani come una terza sezione.
La corretta lingua di Papua occidentale si distingue dalle altre famiglie di lingue parlate nella zona, per il fatto di avere forme come na o ni per la seconda persona singolare ("tu") pronome.
La classificazione qui utilizzata si basa su Wurm, modificata per rispecchiare la classificazione Nord Halmaheran di Voorhoeve 1988. Egli identifica le suddivisioni di questa lingua papuana classificandola in famiglie (su ordine delle lingue germaniche), ceppo (su ordine della lingue indo-europee), e phyla (su ordine della lingue afroasiatiche). Le lingue di Papua occidentale sono un phylum in questa terminologia.
| Core Halmaheran | \| \| lingua ternateana-lingua tidore \| \| \| \| \| \| Sahu: lingua sahu, lingua waioli, lingua gamkorona \| \| \| \| \| \| Galela-Loloda (Northeast Halmaheran): lingua tobelo, lingua galela, lingua loloda, lingua modole, lingua pagu, lingua tabaru, \| \| \| \| |
|                 | \| \| lingua ternateana-lingua tidore \| \| \| \| \| \| Sahu: lingua sahu, lingua waioli, lingua gamkorona \| \| \| \| \| \| Galela-Loloda (Northeast Halmaheran): lingua tobelo, lingua galela, lingua loloda, lingua modole, lingua pagu, lingua tabaru, \| \| \| \| |
|                 | Lingua makian occidentale |
|                 | |
|                 | lingua ternateana-lingua tidore |
|                 | |
|                 | Sahu: lingua sahu, lingua waioli, lingua gamkorona |
|                 | |
|                 | Galela-Loloda (Northeast Halmaheran): lingua tobelo, lingua galela, lingua loloda, lingua modole, lingua pagu, lingua tabaru, |
|                 | |

|  | lingua ternateana-lingua tidore                                                                                               |
|  | |
|  | Sahu: lingua sahu, lingua waioli, lingua gamkorona                                                                            |
|  | |
|  | Galela-Loloda (Northeast Halmaheran): lingua tobelo, lingua galela, lingua loloda, lingua modole, lingua pagu, lingua tabaru, |
|  | |

|  | West Bird's Head: lingua kuwani, lingua tehit, lingua kalabra, lingua seget, lingua moi, lingua moraid             |
|  | |
|  | \| \| Lingua abun \| \| \| \| \| \| Mai Brat (Central Bird's Head): lingua karon dori, lingua mai brat \| \| \| \| |
|  | |
|  | Lingua abun |
|  | |
|  | Mai Brat (Central Bird's Head): lingua karon dori, lingua mai brat                                                 |
|  | |

|  | Lingua abun                                                        |
|  |                                                                    |
|  | Mai Brat (Central Bird's Head): lingua karon dori, lingua mai brat |
|  |                                                                    |

| Core Halmaheran | \| \| lingua ternateana-lingua tidore \| \| \| \| \| \| Sahu: lingua sahu, lingua waioli, lingua gamkorona \| \| \| \| \| \| Galela-Loloda (Northeast Halmaheran): lingua tobelo, lingua galela, lingua loloda, lingua modole, lingua pagu, lingua tabaru, \| \| \| \| |
|                 | \| \| lingua ternateana-lingua tidore \| \| \| \| \| \| Sahu: lingua sahu, lingua waioli, lingua gamkorona \| \| \| \| \| \| Galela-Loloda (Northeast Halmaheran): lingua tobelo, lingua galela, lingua loloda, lingua modole, lingua pagu, lingua tabaru, \| \| \| \| |
|                 | Lingua makian occidentale |
|                 | |
|                 | lingua ternateana-lingua tidore |
|                 | |
|                 | Sahu: lingua sahu, lingua waioli, lingua gamkorona |
|                 | |
|                 | Galela-Loloda (Northeast Halmaheran): lingua tobelo, lingua galela, lingua loloda, lingua modole, lingua pagu, lingua tabaru, |
|                 | |

|  | lingua ternateana-lingua tidore                                                                                               |
|  | |
|  | Sahu: lingua sahu, lingua waioli, lingua gamkorona                                                                            |
|  | |
|  | Galela-Loloda (Northeast Halmaheran): lingua tobelo, lingua galela, lingua loloda, lingua modole, lingua pagu, lingua tabaru, |
|  | |

|  | West Bird's Head: lingua kuwani, lingua tehit, lingua kalabra, lingua seget, lingua moi, lingua moraid             |
|  | |
|  | \| \| Lingua abun \| \| \| \| \| \| Mai Brat (Central Bird's Head): lingua karon dori, lingua mai brat \| \| \| \| |
|  | |
|  | Lingua abun |
|  | |
|  | Mai Brat (Central Bird's Head): lingua karon dori, lingua mai brat                                                 |
|  | |

|  | Lingua abun                                                        |
|  |                                                                    |
|  | Mai Brat (Central Bird's Head): lingua karon dori, lingua mai brat |
|  |                                                                    |

| Core Halmaheran | \| \| lingua ternateana-lingua tidore \| \| \| \| \| \| Sahu: lingua sahu, lingua waioli, lingua gamkorona \| \| \| \| \| \| Galela-Loloda (Northeast Halmaheran): lingua tobelo, lingua galela, lingua loloda, lingua modole, lingua pagu, lingua tabaru, \| \| \| \| |
|                 | \| \| lingua ternateana-lingua tidore \| \| \| \| \| \| Sahu: lingua sahu, lingua waioli, lingua gamkorona \| \| \| \| \| \| Galela-Loloda (Northeast Halmaheran): lingua tobelo, lingua galela, lingua loloda, lingua modole, lingua pagu, lingua tabaru, \| \| \| \| |
|                 | Lingua makian occidentale |
|                 | |
|                 | lingua ternateana-lingua tidore |
|                 | |
|                 | Sahu: lingua sahu, lingua waioli, lingua gamkorona |
|                 | |
|                 | Galela-Loloda (Northeast Halmaheran): lingua tobelo, lingua galela, lingua loloda, lingua modole, lingua pagu, lingua tabaru, |
|                 | |

|  | lingua ternateana-lingua tidore                                                                                               |
|  | |
|  | Sahu: lingua sahu, lingua waioli, lingua gamkorona                                                                            |
|  | |
|  | Galela-Loloda (Northeast Halmaheran): lingua tobelo, lingua galela, lingua loloda, lingua modole, lingua pagu, lingua tabaru, |
|  | |

|  | West Bird's Head: lingua kuwani, lingua tehit, lingua kalabra, lingua seget, lingua moi, lingua moraid             |
|  | |
|  | \| \| Lingua abun \| \| \| \| \| \| Mai Brat (Central Bird's Head): lingua karon dori, lingua mai brat \| \| \| \| |
|  | |
|  | Lingua abun |
|  | |
|  | Mai Brat (Central Bird's Head): lingua karon dori, lingua mai brat                                                 |
|  | |

|  | Lingua abun                                                        |
|  |                                                                    |
|  | Mai Brat (Central Bird's Head): lingua karon dori, lingua mai brat |
|  |                                                                    |

| Core Halmaheran | \| \| lingua ternateana-lingua tidore \| \| \| \| \| \| Sahu: lingua sahu, lingua waioli, lingua gamkorona \| \| \| \| \| \| Galela-Loloda (Northeast Halmaheran): lingua tobelo, lingua galela, lingua loloda, lingua modole, lingua pagu, lingua tabaru, \| \| \| \| |
|                 | \| \| lingua ternateana-lingua tidore \| \| \| \| \| \| Sahu: lingua sahu, lingua waioli, lingua gamkorona \| \| \| \| \| \| Galela-Loloda (Northeast Halmaheran): lingua tobelo, lingua galela, lingua loloda, lingua modole, lingua pagu, lingua tabaru, \| \| \| \| |
|                 | Lingua makian occidentale |
|                 | |
|                 | lingua ternateana-lingua tidore |
|                 | |
|                 | Sahu: lingua sahu, lingua waioli, lingua gamkorona |
|                 | |
|                 | Galela-Loloda (Northeast Halmaheran): lingua tobelo, lingua galela, lingua loloda, lingua modole, lingua pagu, lingua tabaru, |
|                 | |

|  | lingua ternateana-lingua tidore                                                                                               |
|  | |
|  | Sahu: lingua sahu, lingua waioli, lingua gamkorona                                                                            |
|  | |
|  | Galela-Loloda (Northeast Halmaheran): lingua tobelo, lingua galela, lingua loloda, lingua modole, lingua pagu, lingua tabaru, |
|  | |

|  | West Bird's Head: lingua kuwani, lingua tehit, lingua kalabra, lingua seget, lingua moi, lingua moraid             |
|  | |
|  | \| \| Lingua abun \| \| \| \| \| \| Mai Brat (Central Bird's Head): lingua karon dori, lingua mai brat \| \| \| \| |
|  | |
|  | Lingua abun |
|  | |
|  | Mai Brat (Central Bird's Head): lingua karon dori, lingua mai brat                                                 |
|  | |

|  | Lingua abun                                                        |
|  |                                                                    |
|  | Mai Brat (Central Bird's Head): lingua karon dori, lingua mai brat |
|  |                                                                    |

## Pronomi
I pronomi che Ross ricostruisce per le lingue di Papua occidentale sono:
| Io   | *da, *di-     | Noi esclusivo | *mam, *mi-      |
| Io   | *da, *di-     | Noi inclusivo | *po-            |
| Tu   | *ni, *na, *a- | Voi           | *nan, *ni-      |
| Egli | *m            | Essi          | *yo, *ana, *yo- |